# الغليون الإحتفالي

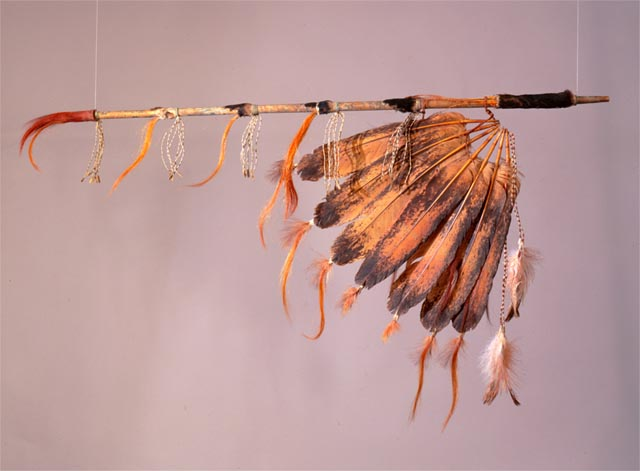
جذع أنبوب من المنطقة العليا لنهر ميسوري ، بدون وعاء الغليون، من مجموعة متحف بيبودي للآثار والإثنولوجيا.

الغليون الاحتفالي هو نوع معين من غليون التدخين ، يستخدمه عدد من ثقافات الشعوب الأصلية في الأمريكتين في احتفالاتهم المقدسة.يتم استخدامه كتقليد لتقديم الصلاة في حفل ديني، أو لتقديم طقوس ملتزمة، أو لختم عهد أو معاهدة . قد يكون حفل الغليون جزءًا من حفل أكبر، أو يُقام باعتباره حفلًا مقدسًا في حد ذاته. لدى الشعوب الأصلية في الأمريكتين الذين يستخدمون الغلايين الاحتفالية أسماء لهم في اللغة الأصلية تبعًا لكل ثقافة. ليست كل الثقافات لديها تقاليد الغليون، ولا توجد كلمة محددة لجميع الغلايين الاحتفالية عبر مئات اللغات الأمريكية الأصلية المتنوعة.

## الإستخدام في الإحتفالات
على الرغم من أن الأوروبيين يطلقون عليها في كثير من الأحيان "غلايين السلام" (وعلى وجه التحديد، كالوميت دي بيكس، من قبل الفرنسيين)، إلا أن تدخين الغليون الاحتفالي لإبرام معاهدة السلام هو مجرد استخدام واحد لغليون التدخين الاحتفالي، من قبل بعض الدول فقط. التي تستخدمها.
تم استخدام أنواع مختلفة من الغلايين الاحتفالية من قبل ثقافات الأمريكيين الأصليين والأمم الأولى والميتي المختلفة. يعد أسلوب الغليون والمواد المدخنة والاحتفالات فريدًا بالنسبة للأديان المتميزة والخاصة بتلك الأمم. وبشكل مشابه، يتم تسمية الغلايين بأسماء حسب لغة تلك القبيلة. إنّ نوعًا محددًا من الغليون الذي يتم تدخينه في طقوس التحول الكاثوليكي أولاً في إلينوي ثم في منطقة ميكماك كان يُعرف باسم كالوميت.  تاريخيًا، تم استخدام الغلايين الاحتفالية للإحتفال بالحرب والسلام، وكذلك التجارة والتبادل التجاري، وصنع القرار الاجتماعي والسياسي. 
خلال رحلاته عبر نهر المسيسيبي سنة 1673، وثق الأب جاك ماركيت الاحترام العالمي الذي أظهره الغليون الاحتفالي بين جميع الشعوب الأصلية التي التقى بها، حتى أولئك الذين كانوا في حالة حرب مع بعضهم البعض. وادّعى أن تقديم الغليون أثناء المعركة سيوقف القتال. أعطى شعب إلينوي ماركيت مثل هذا الغليون كهدية لضمان سفره الآمن عبر المناطق الداخلية من الأرض. 
في الاستخدام الاحتفالي، يُعتقد عمومًا أن الدّخان ينقل الصلوات إلى اهتمام الخالق أو الأرواح القوية الأخرى. يقول تقليد لاكوتا أن امرأة عجل الجاموس الأبيض أحضرت تشانونبا (أنبوب لاكوتا المقدس) إلى الناس، وعلمتهم برمزيته واحتفالاته.  لا تزال العديد من الثقافات الأمريكية الأصلية تمارس هذه الطقوس.
وفقًا للتقاليد الشفهية، وكما يتضح من الغلايين التي يتم التواصل بها مسبقًا والمحفوظة في المتاحف والمقتنيات القبلية والخاصة، فإن بعض الغلايين الاحتفالية تكون مزينة بالريش أو الفراء أو شعر الحيوان أو الإنسان أو الخرز أو الريشات أو المنحوتات أو غيرها من العناصر التي لها أهمية بالنسبة لصاحبها . الغلايين الأخرى بسيطة جدًا. ولا يتم الاحتفاظ بالعديد منها من قبل الفرد، ولكن بدلاً من ذلك يتم الاحتفاظ بها بشكل مجموعات من قبل المجتمع الطبّي أو منظمة احتفالية محلية مشابهة.

## الأصناف والمصطلحات
الشعوب الأصلية في الأمريكتين الذين يستخدمون الغلايين الاحتفالية لديهم أسماء لهم في اللغة الأصلية لكل ثقافة. لا توجد كلمة واحدة لجميع الغلايين الاحتفالية عبر مئات الثقافات الأصلية المتنوعة.
يُطلق على أنبوب لاكوتا المقدس اسم تشانوبا ، ومكتوب أيضًا تشانونبا أو كانوبا . 
في بعض المصادر التاريخية التي كتبها المستعمرون، يشار إلى الأنبوب الاحتفالي باسم calumet (كال،-و,-ميت). هي كلمة نورماندية .
نطق فرنسي: [kalyme]
```
تم تسجيله لأول مرة في 
نورمان موسى
 لديفيد فيراند حوالي 1625-1655، 
[
7
]
 واستخدمها المستوطنون النورمانديون الفرنسيون لوصف الغلايين الاحتفالية التي رأوا أنها تستخدم بين السكان الأصليين في المنطقة. 
[
8
]
 استخدم المستوطنون الكلمة في البداية للإشارة إلى وعاء الغليون المزخرف المجوف وحده بينما كان وعاء الغليون أداة طقوس منفصلة، 
[
9
]
 "نوع من القصب يستخدم لصنع الغلايين"، مع استبدال لاحقة لـ 
calumel
 . وهو يتوافق مع الكلمة الفرنسية 
chalumeau
 ، وتعني "قصب" (تعني الفرنسية الحديثة أيضًا "القش" أو "أنبوب النفخ"). 
[
10
]
 
[
11
]
 تم نحت وتزيين الكالوميت المدخن في طقوس التحول الكاثوليكي أولاً في 
إلينوي
 ثم في منطقة 
ميكماك
 . 
[
2
]
 قد يكون اسم منطقة كالوميت في إلينوي وإنديانا مشتقًا من المصطلح الفرنسي أو قد يكون له اشتقاق مستقل من 
بوتاواتومي
 . 
[
4
]
 
[
12
]
 وبالمثل، هناك مصطلح حديث أوماتيلا ، 
خاصة
 . 
[
13
]
```

## المواد

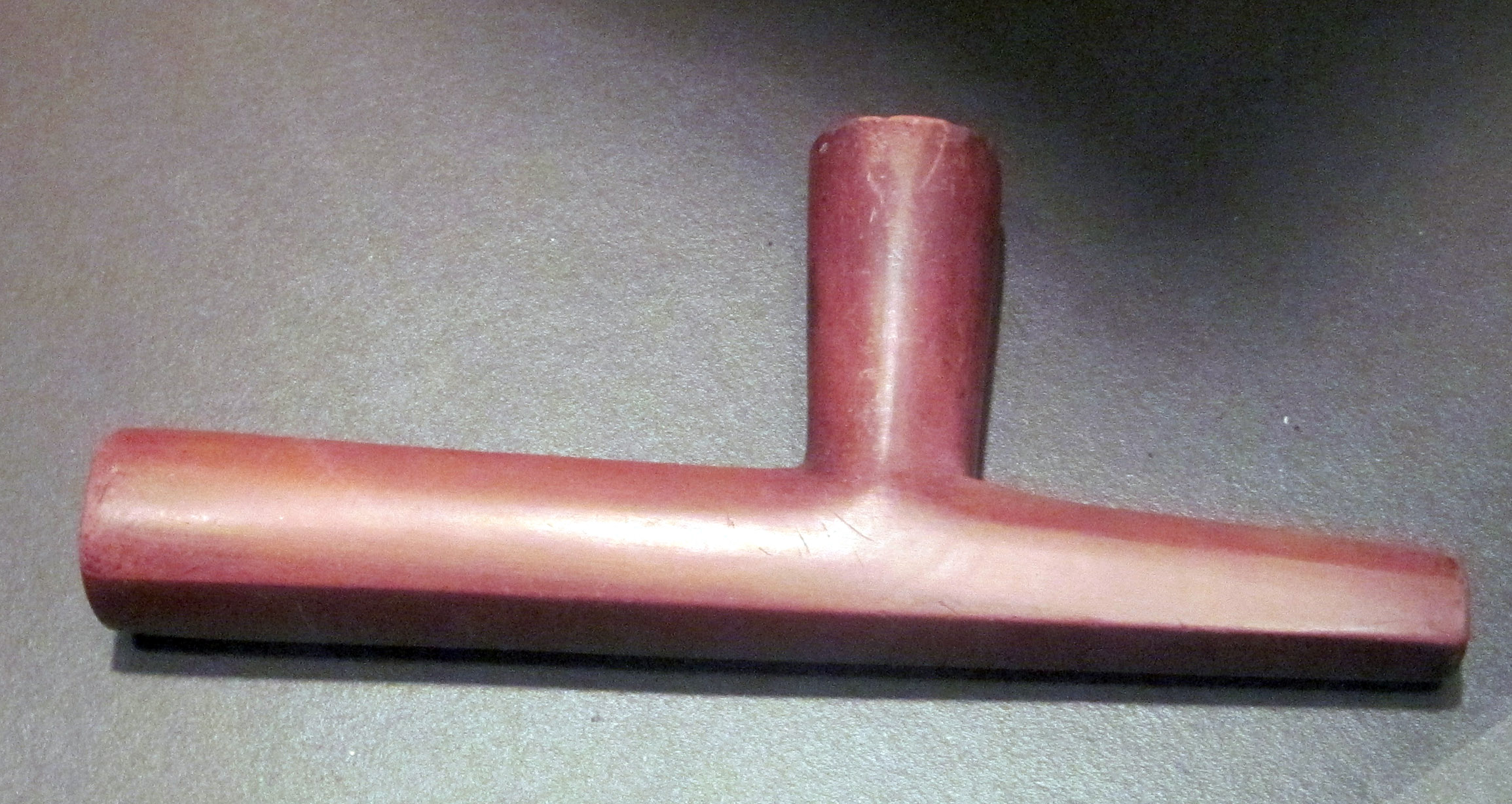
وعاء كاتلينيت من غليون احتفالي يستخدمه بلاك هوك ، معروض في موقع ولاية بلاك هوك التاريخي.

التبغ، نيكوتيانا روستيكا ،  في الأصل كان يستخدم من قبل القبائل الشرقية، أما القبائل الغربية غالبًا ما كانت تخلطه مع الأعشاب الأخرى، واللحاء، والمواد النباتية، في مستحضر يعرف باسم كينيكينيك . 
إحدى المواد المستخدمة في أوعية الغلايين الاحتفالية في أعالي الغرب الأوسط هي حجر الغلايين الأحمر أو كاتلينيت ،  حجر ناعم الحبيبات سهل التشكيل ذو لون أحمر غني في كودي البرازي ، غرب بحيرة بيج ستون في داكوتا الجنوبية . كانت محاجر أحجار الغلايين في ما يعرف اليوم بولاية مينيسوتا، أرضًا محايدة حيث كان الناس من دول متعددة يسافرون إلى المحجر للحصول على حجر الغليون المقدس.  يستخدم شعب سيوكس الغلايين طويلة السيقان في بعض طقوسهم. تستخدم شعوب أخرى، مثل كاتاوبا في جنوب شرق أمريكا، غلايين احتفالية على شكل أوعية مستديرة ذات أقدام. يبرز طرف دخان أنبوبي من كل اتجاه من الاتجاهات الأساسية الأربعة في الوعاء.

## أصناف حجر الغليون

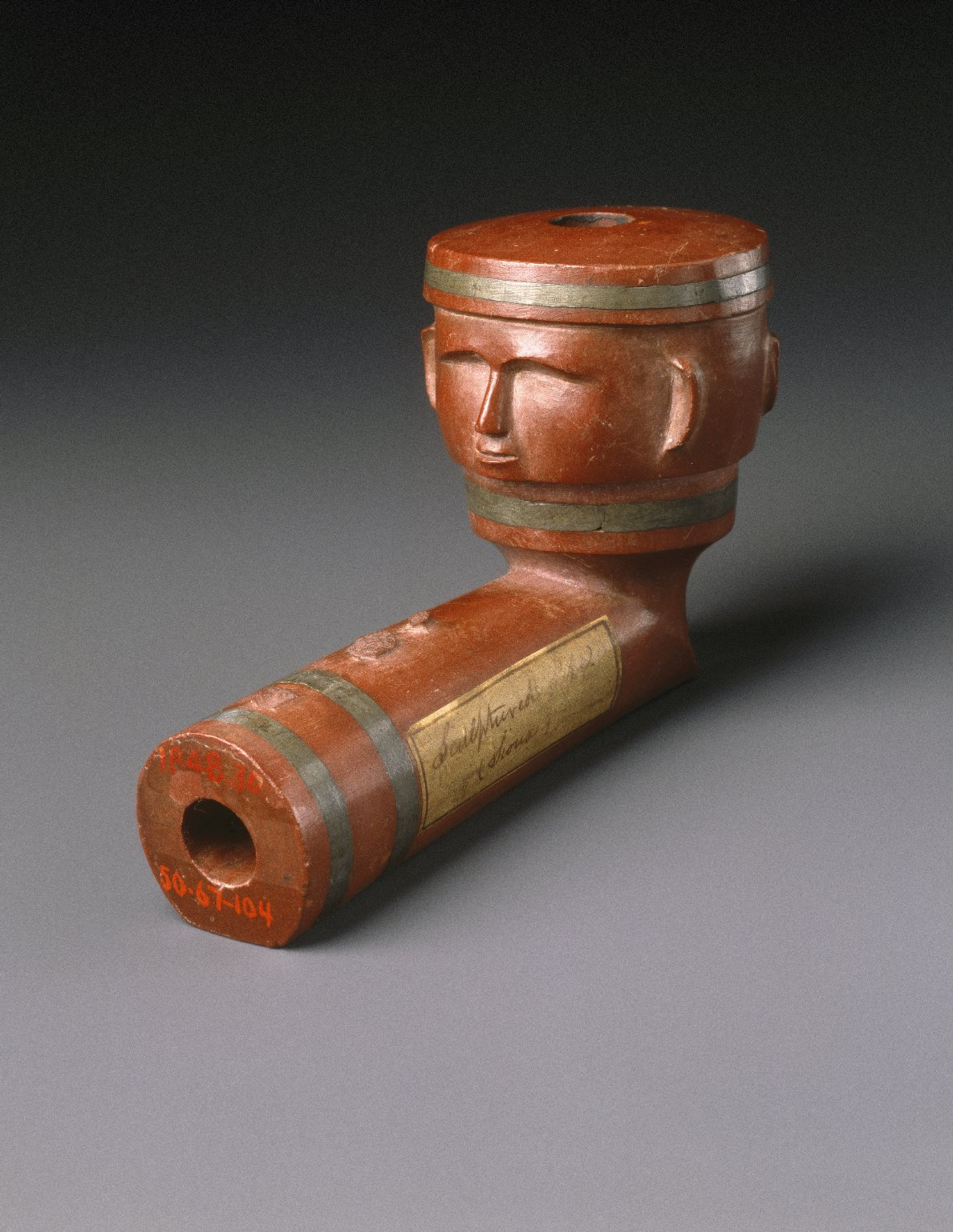
وعاء غليون مرصع كاتلينيت ذو وجهين، أوائل القرن التاسع عشر، سيسيتون سيوكس

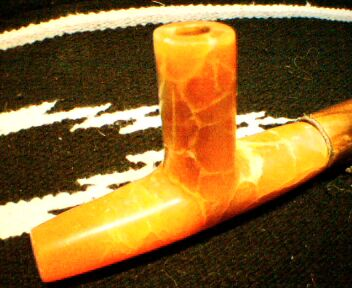
غليون احتفالي يدعى آنكامغري يوت من حجر مرمر السلمون. تتشابه أنماط غلايين اليوت مع أنماط هنود السهول ، مع وجود اختلافات ملحوظة. تعتبر غلايين اليوت أكثر سمكًا وتستخدم سيقان غلايين أقصر من نمط السهول وتشبه إلى حد كبير أنماط الغلايين لجيرانها لشماليين، الشوشون.

إنّ عدد من ثقافات أمريكا الشمالية الأصلية تقوم بتصنيع واستخدام الغلايين الاحتفالية. ومع ذلك، هناك أيضًا ثقافات أمريكية أصلية ليس لديها تقليد تدخين احتفالي، ولكنها تصنع الغليون للتدخين الاجتماعي فقط. تختلف أنواع المواد المستخدمة حسب المجتمع والمنطقة. بعض الأنواع المعروفة من حجر الغلايين ومواد الغلايين هي:
الفخار
كلا من غلايين شيروكي وتشيكاساو المصنوعة من الطين المحروق، ولكنها تستخدم فقط للتدخين الاجتماعي. يستخدمون غلايين صغيرة من مزمار القصب مصنوعة من قصب النهر. هذه الغلايين مصنوعة من طين النهر القديم المتصلب بنار ساخنة.
حجر الغلايين الأحمر

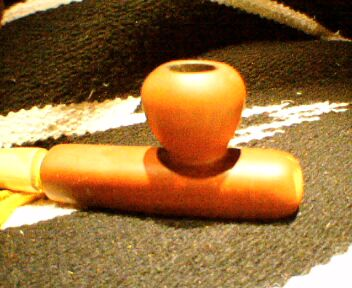
أنبوب "البلوط" على طراز المسيسيبي والشرقية وودلاندز. تم العثور على هذا الغليون في التلال الترابية لثقافة المسيسيبي في شرق الولايات المتحدة. أنبوب البلوط هذا مصنوع من حجر الغليون الأحمر في داكوتا الجنوبية.

 الكاتلينيت عبارة عن حجر أرجيليت أو حجر طيني غني بالحديد، محمر، ناعم يتم التنقيب عنه عادة من طبقات تقع بين طبقات كوارتزت سيوكس الصلبة  تحت مستوى المياه الجوفية، حيث يتآكل الحجر بسرعة عند تعرضه للطقس والهواء الخارجي. يتم استخدام حجر الغلايين الأحمر في المقام الأول من قبل قبائل السهول ، وقبائل الحوض الغربي والعظيم . يمكن العثور على الحجر في ولاية مينيسوتا (بيبستون)، ويوتا (دلتا، يونتا). حجر الغلايين المقدس يأتي من بايبستون، مينيسوتا . يقع المحجر شمال المدينة مباشرةً عند نصب بايبستون التذكاري الوطني . اليوم يُسمح فقط للأمريكيين الأصليين باستخراج حجر الغلايين من هذا المحجر. يعتبر حجر الأنابيب من هذا المحجر أنعم حجر متاح.[بحاجة لمصدر]
حجر الغلايين الأزرق
يتم استخدامه في الغالب من قبل قبائل السهول لأنواع معينة من الغلايين الاحتفالية. تم العثور على رواسب الحجر في ولاية داكوتا الجنوبية.
بلوستون
حجر كوارتز صلب ذو لون أزرق مخضر من جبال الآبالاش الجنوبية. بعد أن يتم العمل عليه، فإنه يأخذ قالبًا أخضر اللون بالتأكيد. تم استخدام هذا الحجر من قبل العديد من قبائل الغابات الشرقية في صناعة الغلايين. تم التنقيب عن العديد من الغلايين الزرقاء ذات ثقافة المسيسيبي القديمة.
مرمر السلمون
يصنع شعب آنكامغري يوت الغلايين الاحتفالية من سمك السلمون المرمر المستخرج في وسط كولورادو .
حجر الأنابيب الأخضر
يتم استخدام حجر الغلايين النحاسي الأبيض على الرخام الأخضر الموجود في وايومنغ وجنوب داكوتا من قبل قبائل الشوشون ، ويوت، والسهول للغلايين الشخصية والاحتفالية. ويستخدم هذا الحجر أيضًا في نحت التماثيل المقدسة والأشياء الدينية.
حجر الغلايين الأسود (داكوتا الجنوبية)
حجر أنابيب رخامي ناعم وهش وأبيض على أسود يوجد في داكوتا الجنوبية ويستخدمه بعض قبائل السهول لأنواع معينة من الغلايين الاحتفالية.
حجر الغلايين الأسود (وينتا)
لوح كوارتز أسود شديد الصلابة خضع لضغط متحول ويوجد في الصرف الجنوبي الشرقي لجبال يونتا في يوتا وكولورادو. تم استخدام هذا الحجر من قبل قبائل الحوض العظيم في نوادي الحرب والغلايين ذات اللون الأسود الداكن شديد اللمعان عند صقلها. يتم دائمًا اختيار الحجارة التي تهدمت في الجداول والمجاري، نظرًا لأن هذه الحجارة لا تحتوي عادةً على شقوق أو عيوب.

## أدوات صناعة الغليون التقليدية

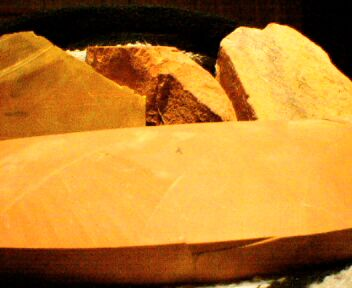
حجر الغليون الأحمر عالي الجودة من دلتا، يوتا ، في كل من الأشكال الخام والمقطعة

إحدى طرق التصنيع التقليدية هي استخدام المثاقب القوسية المصنوعة من نقاط الكوارتز البيضاء الصلبة لحفر الأشياء المقدسة من الحجر. تستخدم إحدى التقنيات شرائح من الجلد الخام المبللة ملفوفة في الكوارتز الأبيض المسحوق وتمديدها بمقبض مقوس لتشكيل الغلايين وخشونتها. يمكن أيضًا تشكيل أوعية الغلايين بأحجار رملية صلبة، ثم تلميعها بالماء وصنفرتها بحبيبات جلخ أنعم وأدق بشكل تدريجي وجلود الحيوانات، وفي النهاية يتم فركها بالدهون أو الزيوت الأخرى لإكمال التلميع. 

## أنظر أيضا
- تشانونبا
- كيس الأنابيب
- النصب التذكاري الوطني بايبستون

## قراءة أخرى
- براون، إيان دبليو. “حفل الكالوميت في الجنوب الشرقي ومظاهره الأثرية.” العصور القديمة الأمريكية 54.2 (1989): 311-331.
- سيسفورد، كريج. "آثار الغليون الطيني ودراسة التدخين." المجمع 6 (2001): 84-112. متصل

- كاتلر، تشارلز إل. المسارات التي تتحدث: إرث الكلمات الأمريكية الأصلية في ثقافة أمريكا الشمالية . (بوسطن: هوتون ميفلين هاركورت. 2002).
- هابرمان، توماس دبليو. “دليل على التبغ الأصلي في شرق أمريكا الشمالية.” العصور القديمة الأمريكية 49.2 (1984): 269-287.
- هول، روبرت إل. “احتفالات كالوميت، وطقوس الحداد، وآليات التجارة بين القبائل.” في المرآة والاستعارة: الإنشاءات المادية والاجتماعية للواقع (1987): 29-43.
- هايز، تشارلز ف. الثالث، أد.وقائع مؤتمر تدخين الغليون عام 1989: أوراق مختارة (قسم الأبحاث في متحف روتشستر ومركز العلوم، 1992).
- هيغنز، ديفيد أ. “غليون التبغ الطيني: سلعة ثمينة”. المجلة الدولية لعلم الآثار البحرية 24.1 (1995): 47-52. متصل

- سبرينغر، جيمس وارن. "دراسة عرقية تاريخية لمجمع التدخين في شرق أمريكا الشمالية." التاريخ العرقي (1981): 217-235. متصل

- وينتر، جوزيف سي، أد. استخدام التبغ من قبل سكان أمريكا الشمالية الأصليين: الدخان المقدس والقاتل الصامت (مطبعة جامعة أوكلاهوما، 2000).

## روابط خارجية
- جمعية أبحاث الغلايين الفخارية ، تأسست عام 1983

- متحف مقاطعة بايبستون - تاريخ
- الرمز والمضمون في الفن الهندي الأمريكي ، كتالوج المعرض من متحف متروبوليتان للفنون (متوفر بالكامل على الإنترنت بصيغة PDF)، والذي يحتوي على مواد عن الكالوميت

قالب:Pre-Columbian North Americaقالب:Pre-Columbian North America